# Nidularium amorimii
Nidularium amorimii är en gräsväxtart som beskrevs av Elton Martinez Carvalho Leme. Nidularium amorimii ingår i släktet Nidularium och familjen Bromeliaceae. Inga underarter finns listade i Catalogue of Life.